# شهرستان باینگوین
شهرستان باینگوین (به لاتین: Baingoin County) یک منطقهٔ مسکونی در چین است که در ناگچو واقع شده‌است. شهرستان باینگوین ۲۸٬۳۸۳ کیلومتر مربع مساحت و ۳۶٬۸۴۲ نفر جمعیت دارد.